# Nemotelus aerosus
Nemotelus aerosus is een vliegensoort uit de familie van de wapenvliegen (Stratiomyidae). De wetenschappelijke naam van de soort is voor het eerst geldig gepubliceerd in 1847 door Gimmerthal.